# 이선교
이선교(李宣敎, 1958년 2월 12일 ~ )는 경상북도 안동시 출생이며, 넥스젠바이오(NEXGENBiotech)을 창업한 대한민국의 기업인이자 대표이사이며, 연구소장이다.

## 개요
서스캐처원 대학교에서 1996년 이학박사를 수료하였고 그 이후, 캐나다 연방과학성 식물공학 연구소에서 연구원으로 근무하였으며, 1997년 캐나다 연방과학성에서 퇴사 후, 한국 귀국하여 동부기술원 식물공학 연구소장으로 취임하였다.
이후 각종 심사위원으로 발탁되었으며, 1999년 11월 동부기술원 식물공학 연구소를 퇴사한 뒤 1999년 11월 4일 대전시 유성구에서 넥스젠바이오(NEXGEN Biotech)를 창업하였다. 넥스젠바이오의 초기 창업 멤버는 이선교, 정남준, 지은희이며, 연구 초기부터 신소재 단백질 개발을 목적으로 하였으며,제일 먼저 개발해서 특허를 낸 물질이 EGF에 Albumin을 융합시킨 하이브리드 단백질 EGF-Albumin이었다. 이후 rapid strip 진단키트 POCT를 제작하였고 다양한 항원 단백질의 필요성에 의해 여러 질병의 항원 단백질을 개발하기 시작했었다.
AIDS, 말라리아, 뎅기 등의 항원 단백질을 개발, 소량 생산하기도 하였으며, Ebola를 비롯한 유행성출혈열 진단용 항원 단백질을 개발했었다. GMO 검사 기술을 국내 최초로 도입하여 GMO 검사 서비스를 하였고, 그 이후 임신 진단키트를 만들었으며 2010년부터 화장품 시제품을 만들기 시작하여 2011년부터 본격적으로 화장품 제조를 시작하였다. 현재 넥스젠바이오 CEO, 한국컨설팅협회 전문위원, 한국식물생명공학회 상임이사, 한국바이오벤처협회 부회장을 겸임하고 있다.

## 학력
1982 ~ 1986  경희대학교 생물학과 학사
1986 ~ 1988  경희대학교 대학원 생물학과 석사
~ 1996   University of Saskatchewan, Canada (캐나다 사스캐치완) 대학교 식물분자생물학 박사

## 경력
1996 ~ 1997 

캐나다 연방과학성 식물공학연구소 연구원

1998 ~ 1999 
농림부 농특과제 심사위원

동부기술원 식물공학 연구소장

1999 ~ 2001 
국가지정연구실사업(NRL) 심사위원

농림부 농업기술자상 심사위원

한, 이스라엘 공동연구과제 심사위원

한국식물조직배양학회 상임이사 및 편집위원 한국바이오벤처협회 이사

 오송국제바이오엑스포 전문가그룹 위원 한국기술거래소 외부전문위원

2001 ~ 현재   
농진청 중앙전문위원회 전문위원

국가과학기술위원회 전문위원

한국바이오벤처협회 부회장

## 수상
1992   Government of Canada Award 캐나다 연방정부
1993   Government of Canada Award 캐나다 연방정부
1994   Government of Canada Award 캐나다 연방정부
2000   장애인 고용 증진에 대한 표찰 노동부
2001   장애인 적극 고용으로 지역사회 발전에 대한 표창